# Seznam nemških biatloncev
Seznam nemških biatloncev.

## A
- Peter Angerer
- Katrin Apel

## B
- Tina Bachmann
- Martina Beck
- Katja Beer
- Petra Behle
- Matthias Bischl
- Andreas Birnbacher

## D
- Laura Dahlmeier
- Marion Deigentesch
- Uschi Disl
- Benedikt Doll
- Juliane Döll
- Matthias Dorfer

## F
- Fritz Fischer
- Lucas Fratzscher
- Juliane Frühwirt

## G
- Miriam Gössner
- Florian Graf
- Simone Greiner-Petter-Memm
- Michael Greis
- Ricco Groß
- Selina Grotian

## H
- Antje Harvey
- Simone Hauswald
- Maren Hammerschmidt
- Andrea Henkel
- Carolin Hennecke
- Denise Herrmann-Wick
- Janina Hettich-Walz
- Franziska Hildebrand
- Vanessa Hinz
- Niklas Homberg
- Karolin Horchler
- Nadine Horchler
- Philipp Horn

## K
- Hanna Kebinger
- Johannes Kühn
- Luise Kummer

## L
- Kathrin Lang
- Erik Lesser
- Frank Luck

## M
- Marco Morgenstern

## N
- Philipp Nawrath
- Magdalena Neuner

## P
- Arnd Peiffer
- Franziska Preuß
- Johanna Puff

## R
- Ernst Reiter
- Roman Rees
- Danilo Riethmüller
- Frank-Peter Roetsch
- Eberhard Rösch
- Michael Rösch

## S
- Evi Sachenbacher-Stehle
- Simon Schempp
- Stefanie Scherer
- Sophia Schneider
- André Sehmisch
- Klaus Siebert
- Justus Strelow

## U
- Frank Ullrich

## V
- Vanessa Voigt

## W
- Anna Weidel
- Holger Wick
- Michael Willeitner
- Kati Wilhelm

## Z
- Martina Zellner
- David Zobel